# Albolote
Albolote è un comune spagnolo di 13 877 abitanti situato nella provincia di Granada.